# Kyllikki
Kyllikki  è un nome proprio di persona finlandese femminile.

## Varianti
- Ipocoristici: Kylli[1]

### Varianti in altre lingue
- Estone: Külliki[1]

## Origine e diffusione
L'etimologia di questo nome non è del tutto certa; potrebbe derivare da una parola in finlandese antico avente il senso di "donna", nel qual caso avrebbe lo stesso significato del nome Leda. Questo nome è portato da un personaggio del Kalevala, il poema epico finlandese.

## Onomastico
L'onomastico si può festeggiare il 1º novembre per la festa di Ognissanti, in quanto non esistono sante con questo nome che è quindi adespota.

## Persone
- Kyllikki Saari, ragazza finlandese vittima di un caso di cronaca nera